# 皮羅吉夫齊 (普里盧基區)
50°37′6″N 32°21′22″E / 50.61833°N 32.35611°E
皮羅吉夫齊（烏克蘭語：Пирогівці），是烏克蘭的村落，位於該國北部切爾尼戈夫州，由普里盧基區負責管轄，始建於1600年，面積1.05平方公里，海拔高度122米，2001年人口377，人口密度每平方公里358人。